# 觸電之旅
《觸電之旅》（英語：Forces of Nature）是一部1999年美國浪漫喜剧電影，由布朗溫·休斯執導，馬克·勞倫斯編劇，珊卓·布拉克和班·艾佛列克主演。電影於1999年3月19日美國上映，在影評界評價褒貶不一。

## 劇情
劇情講述一位即將結婚的男人，他參加了朋友為自己結婚前舉辦的男士派對，請來了一位火辣的脫衣女跳舞，可是主角的爺爺卻因太刺激心臟病發去了醫院。為了籌備婚禮，他搭了飛機前往薩凡納，不過他害怕搭飛機，在他的飛機在起飛時有鳥捲入引擎發生事故，並遇到了一位充滿魅力的陌生人。機場內其他人都找出租車，幸運的是有位大叔願意車主角和陌生人分擔車資，可大叔在駕駛時吸大麻被警察發現，男主只好和美女一起坐火車到薩凡納，但美女在停車時為了看美麗的景色上了車頂並勸喻男主一起上去，因此誤上了去芝加哥的火車。

## 演員
- 珊卓·布拉克飾演莎拉·路易斯（Sarah Lewis）
- 班·艾佛列克飾演班·福爾摩斯（Ben Holmes）
- 莫拉·蒂爾尼（英语：Maura Tierney）飾演布莉姬·卡希爾（Bridget Cahill）
- 史提夫·扎恩飾演艾倫（Alan）
- 布莱思·丹纳飾演維吉尼亞·卡希爾（Virginia Cahill）
- 羅尼·考克斯（英语：Ronny Cox）飾演哈德利·卡希爾（Hadley Cahill）
- 李察·席夫飾演喬（Joe）
- 珍妮特·卡羅爾（英语：Janet Carroll）飾演芭芭拉·福爾摩斯（Barbara Holmes）
- 瑪勒蒂茲·史考特·琳恩（英语：Meredith Scott Lynn）飾演黛比（Debbie）
- 喬治·D·華萊士（英语：George D. Wallace）飾演麥斯（Max）
- 史蒂夫·海納（英语：Steve Hytner）飾演傑克·貝利（Jack Bailey）
- 約翰·多伊（英语：John Doe (musician)）飾演卡爾·路易斯（Carl Lewis）
- 安妮·哈尼（英语：Anne Haney）飾演艾瑪（Emma）
- 伯特·雷姆森飾演尼德（Ned）
- 比爾·厄爾文（英语：Bill Erwin）飾演莫瑞（Murray）

## 外部連結
- 互联网电影数据库（IMDb）上《觸電之旅》的资料（英文）
- AllMovie上《觸電之旅》的资料（英文）
- 豆瓣电影上《觸電之旅》的資料 （简体中文）
- 爛番茄上《觸電之旅》的資料（英文）
- Box Office Mojo上《觸電之旅》的資料（英文）